# Списак радио-станица у Србији
Списак активних радио-станица у Србији у периоду од 2011. до 2018. године

## Националне

### Радио Београд 1
- 88,1 - Чачак, Краљево
- 89,7 - Јагодина
- 90,9 - Копаоник
- 91,7 - Врање, Бујановац, Прешево, Хан,
- 92,5 - Књажевац, Зајечар, Бор
- 94,5 - Нови Сад, Зрењанин
- 95,3 - Београд, Панчево, Обреновац, Уб
- 96,9 - Ниш, Нишка Бања, Лесковац
- 104,5 - Крагујевац

### Радио Београд 2
- 89,3 - Ниш, Нишка Бања, Лесковац
- 90,1 - Чачак, Краљево
- 93,7 - Копаоник
- 95,3 - Врање, Бујановац, Прешево, Хан
- 96,1 - Књажевац, Зајечар, Бор
- 96,5 - Нови Сад
- 97,6 -  Београд, Панчево, Обреновац, Уб
- 99,3 - Јагодина
- 107,9 - Ваљево

### Радио Београд 202
- 100,1 - Бесна Кобила
- 100,4 - Тупжуница
- 101,0 - Црни Врх (јагодина)
- 102,1 - Гобеља (Копаоник)
- 103,5 - Јастребац
- 104,0 - Авала

### Радио С
- 87,9 - Јастребац
- 96,3 - Овчар
- 98,7 - Гобеља (Копаоник)
- 102,9 - Црни Врх (Јагодина)
- 105,3 - Тупижница
- 104,8 - Гучево

### Радио С3
- 88,9 - Торлак (Београд)
- 89,8 Пљачковица (Врање)
- 91,5 - Овчар
- 94,1 - Бранковац
- 94,3 - Рудник
- 103,2 - Гобеља (Копаоник)
- 106,0 - Јастребац

### Хит ФМ
- 100,2 - Гоч
- 101,9 - Јастребац
- 106,8 - Мали Врх
- 107,5 - Овчар
- 102,5 - Гучево
- 97.0 - Вршац

### Плеј
- 89,1 - Пожаревац
- 102,3 - Рудник
- 104,6 - Јастребац
- 105,6 - Овчар
- 106,6 - Гобеља (Копаоник)

### Лола
- 88,7 - Зрењанин
- 93,0 - Вршац
- 99,5 - Кикинда
- 99,8 - Крагујевац
- 101,4 - Београд
- 105,6 - Врање
- 107,0 - Нови Сад

## Покрајинске

### Радио Нови Сад 1
- 87,7 - Иришки Венац

### Радио Нови Сад 3
- 100,0 - Иришки Венац

### Радио Ас ФМ
- 89,8 - Панчево

## Регионалне

### Гоги
- 95,8 - Горњи Милановац-Грабовица
- 101,2 - Рудник

### Луна Ужице
- 92,0 - Ужице-Забучје
- 103,6 - Торник

### Стар ФМ
- 89,1 - Чачак
- 91,8 - Врњачка Бања-Руђинци
- 95,0 - Краљево-Водоторањ

### Џенарика
- 92,8 - Љубићко брдо
- 96,6 - Ивањица-Шутељ
- 97,1 - Каблар

## Локалне
- Антена (Крушевац-Басаре) - 91,3
- Браво ФМ (Крагујевац-Висак) - 103,7
- Бум (Краљево) - 87,6
- Врњачка Бања (Центар) - 90,5
- Ем (Краљево-Центар) - 102,5
- Јагодина (Мали Врх) - 97,3
- Краљево (Водоторањ) - 90,5
- Крушевац (Гоч) - 93,2
- Култ (Врњачка Бања-Руђинци) - 100,7
- МБ (Уб) - 98,1
- Мега (Варварин-Мареново) - 99,9
- Мелос (Краљево-Водоторањ) - 107,0
- Озон (Чачак) - 98,3
- Патак (Ваљево-Маљен) - 88,6
- Радио 106 (Косјерић) - 99,0
- Радио 34 (Крагујевац-Ердоглија) - 88,9
- Радио 9 (Крагујевац-Илићево) - 95,9
- Радио 96 (Чачак) - 97,8
- Радио 996 (Краљево-Водоторањ) - 99,6
- Радио Бус (Ковин) - 89,5
- Радио Дедал (Гроцка) - 88,1
- Радио Лазаревац (Лазаревац) - 89,3
- Радио Нова Јасеница (Смедеревска Паланка) - 87,9
- Радио Плус (Гроцка) - 88,7
- Рубин (Крушевац) - 92,2
- Ружа Груже (Кнић-Баре) - 95,4
- Санаду (Чачак) - 100,8
- Стари Град (Крагујевац) - 104,3
- Стари Милановац (Горњи Милановац-Грабовица) - 93,0
- Тимочки Радио (Тупижница) - 98,1
- Флеш (Трстеник-Петковица)
- Чачак (Љубићко брдо) - 103,8
- Џокер (Чачак) - 95,6

## Пирати (угашени)

### Балкан
- 94,7 - Крушевац-Басаре
- 98,2 - Вршачки Брег
- 105,0 - Гоч
- 106,3 - Крагујевац-Грошница

### Фокус
- 99,8 - Рудник
- 101,4 - Авала

### Остали
- Радио Народни (Београд) - 87,5
- Рака Ешингер (Лазаревац-Стубички Вис) - 92,2